# A Clever Dummy
A Clever Dummy er en amerikansk stumfilm fra 1917 af Herman C. Raymaker.

## Medvirkende
- Ben Turpin
- Chester Conklin
- Wallace Beery
- Juanita Hansen
- Claire Anderson